# Цзинпоху
Цзинпоху́, Цзинбоху́ (кит. 镜泊湖, букв. «зеркальное озеро») — озеро в русле реки Муданьцзян, расположенное в горах Ваньдашань на территории городского уезда Нинъань городского округа Муданьцзян провинции Хэйлунцзян Китайской народной республики. Находится у поселка Дунцзинчэн, в 110 км от города Муданьцзян. Объём воды — 1,63 км³.
Озеро образовано в результате естественной запруды, возникшей после извержения вулкана. Недалеко от парка находится пещера «Подземный лес», туристический посёлок, геологический парк мирового значения. Одним из объектов парка является природная зона государственного значения «Первобытный кратерный лес».
Является уникальным природным и ценным туристическим объектом. В поселке Дунцзинчэн расположены руины «верхней столицы» государства Бохай.
В истории оно также известно под названиями «Мэйто», «Хуханьхай» и «Биэртэн». В озере обитает около 40 видов рыб, а также пресноводные кораллы.
Длина озера с севера на юг составляет около 45 км, ширина с востока на запад — 6 км. Южная часть озера является мелкой, в северной же части глубина достигает 62 м.
Озеро образовалось порядка 10 тысяч лет назад, когда в результате вулканической активности русло реки Муданьцзян оказалось блокированным.